# جاده ۶۴ (ایران)
جاده ۶۴ جاده‌ایست در غرب ایران که مرز مهران را به استان خوزستان متصل می‌کند.این جاده در نزدیکی مرز ایران و عراق شروع شده و با گذر از شهرستان دهلران و دشت عباس به اندیمشک خوزستان متصل می‌شود و حدود ۲۵۰کیلومتر می‌باشد.همچنین در ایام اربعین به‌دلیل هموار بودن جاده یکی از مسیر‌های آسان برای تردد زایرین که از مرکز و جنوب کشور به سمت مهران میروند می‌باشد.